# Nepeta yesoensis
Nepeta yesoensis là một loài thực vật có hoa trong họ Hoa môi. Loài này được (Franch. & Sav.) B.D.Jacks. mô tả khoa học đầu tiên năm 1894.